# Европско првенство у атлетици за млађе сениоре 2017 — штафета 4 × 400 метара за мушкарце
Трка штафета 4 × 400 метара у мушкој конкуренцији на 11. Европском првенству у атлетици за млађе сениоре 2017. у Бидгошћу одржано је 15. и 16. јула 2017. на стадиону Жђислав Кшишковјак.
Титулу освојену у Талину 2015 бранила је штафета Француске.

## Земље учеснице
Учествовале су 56 атлетичара из 12 земаља.
1. Белгија (4)
2. Ирска (4)
3. Италија (5)
4. Немачка (5)
5. Пољска (6)
6. Румунија (5)
7. Турска (4)
8. Уједињено Краљевство (5)
9. Француска (6)
10. Чешка (4)
11. Швајцарска (4)
12. Шведска (4)

## Освајачи медаља
|                                                                                 |                                                                                      |                                                                       |
| Ли Томпсон, · Бен Снајт, · Сем Хејзел, · Камерон Чалмерс · Уједињено Краљевство | Виктор Сувара, · Пжемислав Васћињски, · Кајетан Дужински, · Даријуш Ковалук · Пољска | Виктор Короле, · Жил Бирон, · Етјен Мервил, · Лудви Ваљан · Француска |

## Сатница
| Датум         | Време | Коло          |
| ------------- | ----- | ------------- |
| 15. јул 2017. | 12:10 | Квалификације |
| 16. јул 2017. | 19:55 | Финале        |

## Резултати

### Квалификације
Такмичење је одржано 15. јула 2017. године. У квалификацијама су учествовале 12 екипа, подељене у 2 групе. У финале су се пласирале по три првопласиране из група (КВ) и две на основу постигнутог резултата (кв).,,
Почетак такмичења: група 1 у 12:10, група 2 у 12:21.
| Поз. | Гру. | Ста. | Штафета              | Атлетичари                                                           | Рез.    | Бел.     |
| ---- | ---- | ---- | -------------------- | -------------------------------------------------------------------- | ------- | -------- |
| 1.   | 1    | 5    | Немачка              | Фабијан Дамерман, Јакоб Кремпин, Флоријан Век, Константин Шмит       | 3:06,19 | КВ       |
| 2.   | 1    | 4    | Уједињено Краљевство | Ли Томпсон, Бен Снајт, Сем Хејзел, Томас Сомерс                      | 3:06,20 | КВ       |
| 3.   | 1    | 3    | Италија              | Алесандро Галати, Матија Касарико, Брајан Лопез, Ђузепе Леонарди     | 3:07,05 | КВ       |
| 4.   | 1    | 6    | Ирска                | Крејг Њуел, Хари Пурсел, Карл Грифин, Ендру Мелон                    | 3:07,63 | кв       |
| 5.   | 2    | 4    | Француска            | Адријан Кулибали, Жил Бирон, Иго Уез, Етјен Мервил                   | 3:08,49 | КВ       |
| 6.   | 2    | 3    | Белгија              | Александер Дом, Кристијан Игуасел, Асамти Бадји, Мишел Росаер        | 3:08,59 | КВ       |
| 7.   | 2    | 6    | Пољска               | Цезари Мирослав, Пжемислав Васћињски, Лукаш Смолницки, Виктор Сувара | 3:08,84 | КВ       |
| 8.   | 2    | 5    | Румунија             | Кристијан Раду, Себастијан Михај Урсахи, Зено Морару, Роберт Парђе   | 3:09,57 | кв       |
| 9.   | 2    | 8    | Турска               | Енис Унсал, Абдулах Тутунџи, Фахри Арсој, Батухан Алтинтас           | 3:10,14 |          |
| 10.  | 1    | 7    | Чешка                | Лукаш Ходбод, Мартин Тучек, Матјеј Мах, Јиржи Кубеш                  | 3:10,34 |          |
| 11.  | 1    | 8    | Шведска              | Алекандер Лундског, Андреас Карлсон, Денис Форсман, Антон Сигурдсон  | 3:11,26 |          |
|      | 2    | 7    | Швајцарска           | Винсент Ноц, Лука Флик, Матија Тајана, Јоел Флури                    | Диск.   | чл.162.7 |

### Финале
Такмичење је одржано 16. јула 2017. године у 19:55.,
| Пласман | Стаза | Штафета              | Атлетичари                                                            | Време   | Белешке |
| ------- | ----- | -------------------- | --------------------------------------------------------------------- | ------- | ------- |
|         | 7     | Уједињено Краљевство | Ли Томпсон, Бен Снајт, Сем Хејзел, Камерон Чалмерс                    | 3:03,65 |         |
|         | 9     | Пољска               | Виктор Сувара, Пжемислав Васћињски, Кајетан Дужински, Дариујш Ковалук | 3:04,22 |         |
|         | 6     | Француска            | Виктор Короле, Жил Бирон, Етјен Мервил, Лудви Ваљан                   | 3:05,24 |         |
| 4.      | 4     | Немачка              | Фабијан Дамерман, Максимилијан Групен, Флоријан Век, Константин Шмит  | 3:05,65 |         |
| 5.      | 5     | Белгија              | Александер Дом, Кристијан Игуасел, Асамти Бадји, Мишел Росаер         | 3:06,45 |         |
| 6.      | 8     | Италија              | Ђузепе Леонарди, Матија Касарико, Алесандро Галати, Данијеле Корса    | 3:07,20 |         |
| 7.      | 3     | Ирска                | Крејг Њуел, Хари Пурсел, Карл Грифин, Ендру Мелон                     | 3:08,64 |         |
| 8.      | 2     | Румунија             | Кристијан Раду, Космин Трофин, Зено Морару, Роберт Парђе              | 3:09,10 |         |